# جواو رودريغوس (ركوب الأمواج)
جواو رودريغوس (بالبرتغالية: João Rodrigues‏) هو ركوب الأمواج ‏ برتغالي، ولد في 2 نوفمبر 1971 في سانتا كروز في البرتغال.

## وصلات خارجية
- جواو رودريغوس على موقع الاتحاد الدولي للملاحة الشراعية (موقع جديد) (الإنجليزية)
- جواو رودريغوس على موقع الاتحاد الدولي للملاحة الشراعية (موقع قديم) (الإنجليزية)
- جواو رودريغوس على موقع اللجنة الأولمبية الدولية (الإنجليزية)
- جواو رودريغوس على موقع أوليمبيديا (الإنجليزية)